# Potres
Potres je sunkovito nihanje tal, ki nastane zaradi premikanja zemeljskih plošč. Močnejši potres lahko povzroči rušenje zgradb in neposredno tudi smrt ljudi, zato potres po navadi pojmujemo kot naravno katastrofo. Nastane lahko iz več razlogov. Močnejši potresi so večinoma tektonskega izvora in nastajajo kot posledica nenadnih lomov v zemeljski skorji, ki jih povzroča premikanje litosferskih plošč. Drugi pogostejši naravni vzroki potresov so vulkanska dejavnost in plazovi. Umetni potres povzroči podtalna jedrska eksplozija.
Potres označimo z njegovo magnitudo. Z empiričnimi formulami lahko iz magnitude ocenimo sproščeno količino energije pri potresu. Učinke potresa na okolje in ljudi opišemo z Evropsko makroseizmično lestvico (12 stopenj, meri učinke - na stavbah, v naravi, ...). Magnitude in intenzitete ne gre zamenjevati, saj prva pove velikost potresa in se izračuna iz zapisa potresnih valov na potresnih opazovalnicah, druga pa nam pove, kakšno škodo so naredili potresni valovi na površju, in je lahko subjektivna...
Točko v zemeljski skorji,  kjer se lom začne, imenujemo žarišče potresa ali hipocenter. Epicenter je točka na zemeljski površini vertikalno nad hipocentrom . Žarišče potresov tektonskega izvora je po navadi v zgornjih plasteh zemeljske skorje ( približno do globine 15 km), v nekaterih posebnih primerih pa lahko doseže globino največ do približno 700 km.
S potresi se ukvarja seizmologija. Naravnih potresov v nasprotju z ognjeniškimi izbruhi ni mogoče napovedati.

## Nastanek potresa
Potresi so posledica elastičnosti kamnin, ki sestavljajo naš planet. Nenadni premik nekje v notranjosti Zemlje ali na njeni površini vzbudi elastične valove, ki se širijo iz žarišča in ki v slučaju močnejšega tektonskega potresa lahko povzročijo občutljivo tresenje tal na oddaljenosti tudi več sto kilometrov.
Izviri seizmične energije so posledica tektonskih napetosti, ki premagujejo trenja na prelomnih površinah, ob katerih med seboj mejijo seizmogena območja. Potres nastane v trenutku, ko se v žarišču ali hipocentru del potencialne energije elastičnih napetosti spremeni v kinetično energijo elastičnih nihajev. To nihanje se širi v obliki primarnih (longitudinalnih) valov kot reakcija snovi na spremembo prostornine in sekundarnih (transverzalnih) valov kot reakcija snovi na spremembo oblike ter polariziranih elastičnih valov ob diskontinuitetah. Valovi se po fizikalnih zakonih odbijajo (reflektirajo), lomijo (reflektirajo), uklanjajo (difraktirajo) in interferirajo med seboj. V Zemlji se gibljejo kot prostorski valovi in po Zemljini površini kot površinski valovi. Potresni valovi se začno širiti iz majhnega prostora (volumna), v katerem se v zelo kratkem času sprosti ogromna energija. Ta prostor se največkrat poistoveti s »točko« - to je tista točka, ob kateri je prišlo do primarnega loma kamnin. Rušenje ob prelomu se nato širi od te začetne točke naprej s prelomno hitrostjo, ki je približno enaka hitrosti transverzalnih valov, toda vsaka točka preloma je izvor vseh treh vrst prostorskih oziroma površinskih valov.

## Vrste potresov
Večina potresov (90 %) je tektonskega izvora in nastane ob aktivnih tektonskih prelomih. Druge vrste potresov so še:
- vulkanski potresi, ki nastanejo ob izbruhu vulkana
- udorni potresi ob udorih v podzemnih votlinah
- umetni potresi, ki nastanejo ob eksplozijah

## Magnituda potresa
Magnitudo potresa izračunamo na podlagi seizmoloških meritev, podrobneje na podlagi amplitude seizmogramov. Ljudje po navadi zaznamo potres z magnitudo vsaj 3.0, škodo pa povzročajo potresi z magnitudo vsaj 5.0. Najmočnejši dosedaj registriran potres je prizadel Čile leta 1960 z magnitudo 9,5, potresu je sledil cunami, ki je opustošil velik del Čilske obale in povzročil ogromno materialno škodo obalnim mestom in pristaniščem.

## Napovedovanje potresov
Z današnjim znanjem potresov še ni možno napovedovati, še posebej pa ni mogoče napovedati točnega datuma, ure in lokacije nastanka potresa. Napovedovanje potresov tudi ni smotrno, saj bi ob napovedi lahko prišlo do panike med ljudmi, ki bi povzročila večjo škodo kot pa sam potres. Najboljša zaščita pred potresom je potresno varna gradnja objektov.
Šibkejši potres ne napoveduje močnejšega. Vsako leto nastane na območju Slovenije več sto šibkih potresov, od katerih nobeden ni bil predhodnik močnejšega potresa. Čeprav je šibak potres lahko predhodnik močnejšega potresa, sam nastanek šibkega potresa še ne napoveduje močnejšega. Kljub relativno velikemu številu šibkih potresov na območju Slovenije je bilo samo nekaj močnejših potresov v zadnjih sto letih, ki so povzročili gmotno škodo.

## Pogostost potresov
Potresi neprestano nastajajo na celotni Zemeljski krogli, bolj pogosto na robovih tektonskih plošč. Vsak dan se zgodi na Zemlji okrog 1000 šibkih potresov, torej vsakih 87 sekund eden. Pogostost potresov v odvisnosti od magnitude podaja Gutenberg-Richterjev zakon, ki predvideva, da je logaritem števila potresov obratno sorazmeren z magnitudo. Tako imamo v povprečju en potres magnitude 5 vsakih 10 potresov magnitude 4 in vsakih 100 potresov magnitude 3.

## Nastajanje potresov v Sloveniji
Globine potresnih žarišč na območju Slovenije so omejene z debelino skorje, saj so globoka žarišča zelo redka. Večina žarišč nastane v globinah med 5 in 15 km. Šibki potresi (M3) nastajajo predvsem v globini od 0 do 10 km. Žarišča močnejših potresov (M5) pa nastajajo v globini med 10 in 15 km.

## Največji potresi v zgodovini
Eden najbolj uničujočih potresov v zapisani zgodovini je bil potres leta 1556 v Shaanxi, ki se je zgodil 23. januarja 1556 v provinci Shaanxi na Kitajskem. Več kot 830.000 ljudi je umrlo. Večina hiš na tem območju je bila yaodongs - bivališča izklesana iz pobočja - zato je bilo veliko žrtev, ko so se te strukture zrušile. Tangshanski potres leta 1976, ki je ubil med 240.000 in 655.000 ljudi in je bil najbolj smrtonosen v 20. stoletju.
- 20. oktober 1687: v potresu z močjo 8,5 v Limi v Peruju je bil uničen večji del mesta.
- 8. julij 1730: v potresu z močjo 8,7 v Valparaísu v Čilu je umrlo najmanj 3000 ljudi.
- 1. november 1755: v potresu z močjo 8,7 na zahodu Portugalske, ki mu je sledil še cunami, je umrlo okoli 60.000 ljudi. Velik del Lizbone je bil opustošen.
- 7. november 1837: v potresu z močjo 8,5 v Valdivii v Čilu, ki mu je sledil še cunami, je umrlo najmanj 58 ljudi na Havajih.
- 11. november 1922: v potresu z močjo 8,5 na meji med Čilom in Argentino je umrlo več sto ljudi.
- 15. avgust 1950: v potresu z močjo 8,6 v Assamu v Tibetu je umrlo najmanj 780 ljudi.
- 15. junij 1896: v potresu z močjo 8,5 v Sanriku na Japonskem, ki mu je sledil še cunami, je umrlo najmanj 22.000 ljudi.

Najmočnejši potres, ki je bil izmerjen na seizmografu, je dosegel magnitudo 9,5. Pripetil se je 22. maja 1960, epicenter je bil blizu kraja Lumaco v Čilu, sledil pa je cunami, ki je prizadel različne kraje ob obalah Tihega oceana. Energija, ki se je sprostila je bila približno dvakrat večja od naslednjega najmočnejšega potresa. Ta je prizadel Aljasko 27. marca 1964, osredotočen je bil v Zalivu princa Williama, kjer je dosegel magnitudo 9,2, precejšnjo škodo pa je povzročil tudi v največjem aljaškem mestu Anchorage. Deset največjih zabeleženih potresov so bili potresi zaradi nenadnega zdrsa plošče.
Potresi, ki so povzročili največjo izgubo življenj ne zaradi moči, so bili smrtonosni zaradi bližine bodisi gosto poseljenih območjih ali oceana, kjer potresi pogosto ustvarjajo cunamije, ki lahko uničujejo skupnosti na tisoče kilometrov stran. Najbolj ogrožene regije so tudi tiste, kjer so potresi razmeroma redki, vendar močni in revne regije s slabimi, neuveljavljenimi ali neobstoječimi potresnimi predpisi v gradbeništvu.
V 21. stoletju:
- Potres v Gudžaratu (leta 2001) umrlo je preko 20.000 ljudi.
- Potres v Bamu (leta 2003), umrlo je preko 40.000 ljudi.
- Potres v Indijskem oceanu (26. decembra 2004) je bil po nekaterih ocenah seizmologov 3. najmočnejši potres v zgodovini merjenja potresov, sprožil je tudi velikanski cunami, ki je ubil na obalah Indijskega oceana preko 300.000 ljudi, tudi veliko turistov iz Evrope.
- Potres v Kašmirju (leta 2005), umrlo je 90.000 ljudi, ranjenih je bilo 110.000 ljudi.
- Potres v Kitajskih pokrajinah Čengdu in Sečuan (12. maja 2008) je po ocenah opazovalcev terjal okoli 80.000 življenj.
- Potres na Haitiju (12. januarja 2010), je po ocenah oblasti terjal življenja skoraj 200.000 ljudi.
- Potres v Sendaiju (Japonska, 11. marca 2011); potres 9. stopnje je sprožil velik cunami in poškodoval reaktorje v dveh jedrskih elektrarnah, ocenjujejo, da je povzročil smrt preko 15.000 prebivalcev Japonske.
- Potres na Fidžiju; Potres z močjo 8,2 se je zgodil 19. avgusta 2018, z goriščno globino 600 km, zaradi česar je bil drugi največji potres doslej zabeležen na globini več kot 300 km, kar je enako kot potres leta 1994 v Boliviji, in za potresom v Ohotskem morju leta 2013.
- v porečju Yucatán Karibskega morja, 44 kilometrov vzhodno od otoka Veliki labod ob obali Hondurasa, prišlo do potresa z močjo 7,5 stopnje.

### Največji potresi v Sloveniji
Največji zabeleženi potres na območju današnje Slovenije se je zgodil leta 1511 na Idrijskem in je prizadel območje današnje Slovenije. Epicenter potresa (26. marca 1511 ob 14.00) je bil na področju Čedad-Humin-Idrija, toda potresni sunki so prizadeli tudi Švico, Hrvaško, Madžarsko, Češko in Slovaško. Glede na lestico Medvedev-Sponheuer-Karnikov je potres dosegel X. stopnjo z magnitudo 7,90. Med potresom je umrlo med 12.000 do 15.000 ljudi.